# Tomicobia
Tomicobia is een geslacht van vliesvleugeligen uit de familie Pteromalidae. De wetenschappelijke naam van dit geslacht is voor het eerst geldig gepubliceerd in 1899 door Ashmead.

## Soorten
Het geslacht Tomicobia omvat de volgende soorten:
- Tomicobia acuminati Hedqvist, 1959
- Tomicobia liaoi Yang, 1987
- Tomicobia longitemporum Yang, 1996
- Tomicobia paratomicobia (Hagen & Caltagirone, 1968)
- Tomicobia peratripes (Girault, 1917)
- Tomicobia pityophthori (Boucek, 1955)
- Tomicobia promulus (Walker, 1840)
- Tomicobia rotundiventris (Ruschka, 1924)
- Tomicobia seitneri (Ruschka, 1924)
- Tomicobia subincrassata (Thomson, 1878)
- Tomicobia tibialis Ashmead, 1904
- Tomicobia townesi (Hedqvist, 1983)
- Tomicobia watanabei Kamijo, 1981
- Tomicobia xinganensis Yang, 1996